# Larroque (Hautes-Pyrénées)
Larroque (okzitanisch: L’Arròca) ist eine französische Gemeinde mit 98 Einwohnern (Stand: 1. Januar 2022) im Département Hautes-Pyrénées in der Region Okzitanien; sie gehört zum Arrondissement Tarbes. Die Einwohner werden Larroquais genannt.

## Geografie
Larroque liegt rund 32 Kilometer nordöstlich der Stadt Tarbes im Osten des Départements Hautes-Pyrénées. Umgeben wird Larroque von den Nachbargemeinden Ponsan-Soubiran im Norden und Nordwesten, Monlaur-Bernet im Norden und Nordosten, Peyret-Saint-André im Osten, Castelnau-Magnoac im Südosten, Barthe im Süden, Puntous im Westen und Südwesten sowie Guizerix im Westen und Nordwesten.
Durch das Gemeindegebiet verläuft der Fluss Sole.

## Bevölkerungsentwicklung
| Jahr                       | 1962 | 1968 | 1975 | 1982 | 1990 | 1999 | 2006 | 2013 |
| Einwohner                  | 129  | 128  | 120  | 111  | 99   | 102  | 92   | 100  |
| Quellen: Cassini und INSEE |      |      |      |      |      |      |      |      |

## Sehenswürdigkeiten

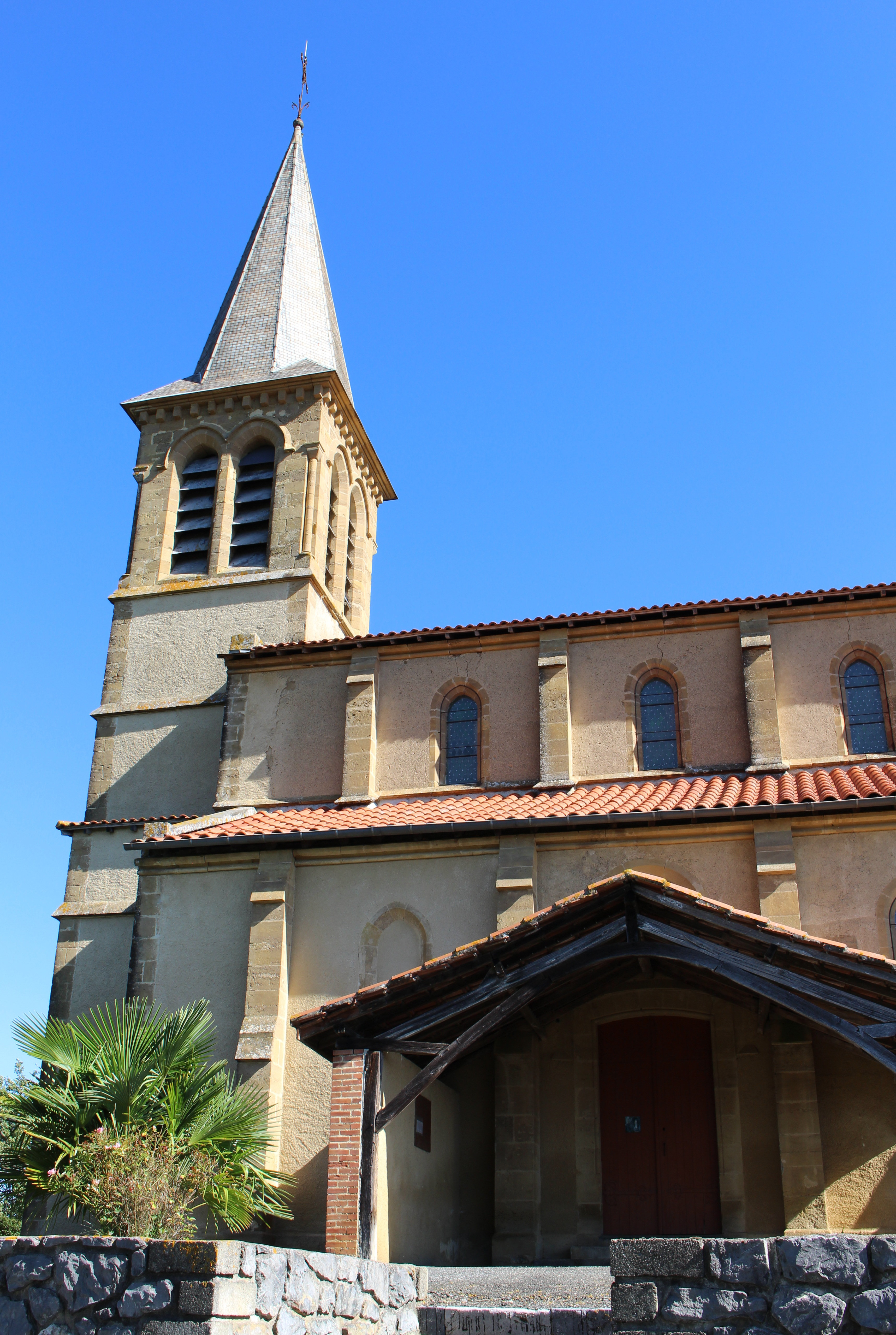
Kirche Notre-Dame-de-l’Assomption

- Kirche Notre-Dame-de-l’Assomption

## Persönlichkeiten
- Arnaud d’Ossat (1537–1604), Bischof von Rennes (1596–1600) und von Bayeux (1600–1604), seit 1599 Kardinal